# ZNF264
ZNF264‏ (Zinc finger protein 264) هوَ بروتين يُشَفر بواسطة جين ZNF264 في الإنسان.